# ズブツォフ公国
ズブツォフ公国（ズブツォフこうこく、ロシア語: Зубцовское княжество）は、トヴェリ大公国に属した分領公国である。首都はズブツォフであり、途中の断絶を含めて1319年から1460年の間に存在した。

## 歴史・沿革
公国は1319年、トヴェリ公ミハイルの遺言に従って形成された。すなわち、1318年にミハイルがジョチ・ウルスにおいて刑死したのち、トヴェリ公国領がその息子たちに分割継承されたうちの一つがズブツォフ公国である。ミハイルの子の一人であるアレクサンドルが、ズブツォフ、ゴロドク、ホルム、ミクリン等の諸都市を含むトヴェリ公国の南西部を受領し、首都をズブツォフに置いたのが公国の始まりである。
1339年、アレクサンドルがジョチ・ウルスにおいて息子のフョードルと共に処刑されると、ズブツォフ公国は未亡人となったアナスタシヤと、残りの息子たちに受け継がれた。後に最年長のフセヴォロド(ru)が治める、ホルムとゴロドクを有するホルム公国と、次いで年長のミハイルが治める、ミクリンを首都とするミクリン公国が分離した。ズブツォフ公国は、アナスタシヤと年少者であったウラジーミル、アンドレイ兄弟によって引き続き統治された。また、ズブツォフ公国は1360年に、カシン公系統のトヴェリ大公ヴァシリーと和平条約を締結した（一方、ミクリン公国のミハイルはヴァシリーとの政権闘争を繰り広げた）。
1364年から1365年にかけてトヴェリ地方を襲ったペストによって、アナスタシヤをはじめ、ウラジーミル、アンドレイ、ホルム公位にあったフセヴォロドが相次いで死亡した。唯一生き残ったミハイルがこれらの遺領を相続し、ズブツォフ公国をトヴェリ大公国へ組み込んだため（この時期、ミハイルはトヴェリ大公ヴァシリーとの権力闘争を制し、トヴェリ大公位を有していた）、ズブツォフ公国は一時消滅した。なおホルム公国はフセヴォロドの子が相続・存続している。
1426年、トヴェリ大公ユーリー（上記のミハイルの曾孫）が死亡した後に、ズブツォフ公国が再び分離した。それはユーリーの後を継いだボリス(ru)が、ユーリーの子・イヴァンに継がせたものと考えられている。しかし1460年にイヴァンは子のないままに死亡したため、ズブツォフ公国は再度トヴェリ大公国に組み込まれた。その後、ズブツォフ公国領は1485年に、トヴェリ大公国のモスクワ大公国への編入と共に同国に編入している。